# Николич, Живоин
Живоин Радисава Николич (серб. Живојин Радисава Николић; 1911—1990) — югославский сербский военачальник времён Второй мировой войны, генерал-полковник ЮНА, Народный герой Югославии.

## Краткая биография
Родился в 1911 году. На фронте с 1941 года. Командовал партизанскими группами в Южной Сербии: Враньским (Црнотравским) партизанским отрядом, позднее 6-й южноморавской бригадой. Сотрудничал с Трынским партизанским отрядом Народно-освободительной повстанческой армии Болгарии, установил связь с британской военной миссией и её командиром, майором Мостином Дэвисом. Участвовал в битве за гору Тумба, в которой сражались 1-я Софийская народно-освободительная бригада и две бригады НОАЮ против сил болгарской армии и полиции. С сентября 1944 года заместитель командира 13-го сербского армейского корпуса НОАЮ.
После войны продолжил службу в ЮНА и окончил Высшую военную академию в 1950 году. В запас уволен в 1961 году в звании генерал-полковника. Автор воспоминаний «22-я дивизия».
Скончался в 1990 году в Сербии.
Звание Народного героя Югославии получил 6 июля 1953.